# Relations entre les extrêmes droites européenne et américaine
Les relations entre les extrêmes droites européenne et américaine remontent aux années 1920, mais elles ont acquis au XXIe siècle, et à l'ère d'internet, une visibilité particulière. Si dans les années 1920-1930, les émigrés européens fascistes contribuent à transplanter aux Etats-Unis des théories forgées sur le Vieux Continent, après la Seconde Guerre mondiale la direction de l'échange tend à s'inverser et les Etats-Unis pourvoient l'Europe en textes d'abord antisémites et négationnistes puis suprémacistes et islamophobes. Les méthodes d'action changent au XXIe siècle ; les militants américains d'extrême droite sont très actifs sur les réseaux sociaux et les sites webs où ils tentent d'exercer une influence sur la vie politique des pays européens. Des groupes fondamentalistes chrétiens offrent un soutien financier à des organisations d'extrême droite en Europe - notamment des organisations anti-LGBT et anti-avortement. L'influence n'est pas à sens unique, toutefois, il arrive que des idées d'extrême droite produites en Europe puissent rencontrer un écho auprès de l'extrême droite américaine.
Les extrêmes droites européenne et américaine ont en commun l'ultranationalisme, le populisme, et le racisme. Leurs racines historiques sont toutefois différentes. Par ailleurs elles baignent dans des contextes culturels politiques distincts, l'extrême américaine bénéficiant d'une plus grande liberté d'expression, accordant au christianisme une place plus centrale, et recourant plus facilement à des moyens d'action violents.

## Histoire

### Années 1920-1930
Les extrêmes droites européenne et américaine se développent de manière séparée, puis elles se rencontrent du fait de l'immigration aux Etats-Unis d'Européens fascistes dans l'entre-deux guerres.
L'extrême droite américaine a une histoire propre qui remonte à l'histoire de l'esclavage, de la guerre de Sécession (1861-1865) et du suprémacisme blanc ; le Ku Klux Klan, organisation raciste anti-noirs, s'inscrit dans cette filiation. Les origines de l'extrême droite aux Etats-Unis peuvent être aussi situées du côté de mouvements protestants nativistes opposés à l'immigration de catholiques, d'orthodoxes, de juifs et d'Asiatiques ; les organisations  Know Nothing, et American Protective Association (en) du 19e siècle ont ainsi préparé la voie aux mouvements d'extrême droite anti-immigrés.
Pendant l'entre-deux guerres, l'extrême droite en Europe donne naissance à des régimes dictatoriaux ou totalitaires, et se trouve dans une position dominante, à la différence de l'extrême droite américaine. « L’Europe exporte alors ses idéologies extrémistes vers les États-Unis, qui, certes, étaient déjà préparés par une longue tradition raciste », souligne Mokhtar Ben Barka, professeur de civilisation américaine. Des fascistes italiens émigrés aux Etats-Unis fondent la Fascist League of North America (en), des nazis allemands créent le Bund germano-américain.

### Après la Seconde Guerre mondiale

#### Exportation de l'extrémisme américain en direction de l'Europe
Après la Seconde Guerre mondiale l'extrême droite en Europe est très affaiblie par sa défaite. Les Etats-Unis y exportent alors de nouvelles formes d'extrémisme : Tom Metzger (fondateur par ailleurs de la White Aryan Resistance), le néonazi David Duke, le suprémaciste blanc Dennis Mahon (en), établissent des branches du Ku Klux Klan et de la White Aryan Resistance en Suède, en Allemagne, au Royaume-Uni. En France, un skinhead français, Serge Ayoub, fonde en 1985 un premier Ku Klux Klan éphémère. En 1988, Olivier Devalez crée un autre Ku Klux Klan français (demeuré à l'état embryonnaire) ; le bulletin du Klan, L’Empire Invisible, développe les thèses négationnistes de révisionnistes américains, allemands ou canadiens.
En Allemagne, la majeure partie des textes nazis et révisionnistes  disponibles sont importés clandestinement des Etats-Unis, selon l' Office fédéral de protection de la constitution ( Bundesamt für Verfassungsschutz, BFV). Les groupes néonazis allemands partagent avec de nombreux groupes d'extrême droite américains une idéologie raciste et aryenne. L'idée antisémite et complotiste du « Gouvernement occupé par les sionistes », selon laquelle plusieurs gouvernements seraient en fait contrôlés par les Juifs est commune à ces groupes, réunis par le même objectif de «préservation de la race blanche».
Le cas du groupe terroriste d'extrême droite allemand appelé Parti national-socialiste souterrain, Nationalsozialistischer Untergrund (NSU), éclaire les liens entre extrêmes droites américaine et allemande. Ce groupe actif entre 1998 et 2011 cible principalement des immigrés musulmans, tue 10 personnes dont plusieurs Turcs ; préparant leurs attaques les membres du NSU appelaient toutes leurs futures victimes "Ali" et les numérotaient. Les références au Ku Klux Klan sont nombreuses dans les fanzines rédigés par les membres du NSU, dans les images et les vidéos de leurs ordinateurs. Ces extrémistes allemands vouent un culte à un roman américain, Les Carnets de Turner du nationaliste blanc William Luther Pierce, auquel ils empruntent des slogans et des schémas d'action. Dans ce roman d'anticipation des personnages suprémacistes blancs mènent une guerre raciale, s'en prennent au gouvernement des États-Unis, aux Noirs et aux Juifs (ces derniers étant associés au gouvernement). Les membres du NSU ont téléchargé Mein Kampf de Hitler, interdit en Allemagne, à partir du site Internet du célèbre néonazi américain Gary Lauck. Par ailleurs ils avaient envisagé de fuir aux États-Unis où ils avaient des amis. Selon le professeur de journalisme Tanjev Schultz, « les terroristes du NSU faisaient partie d'une extrême droite transatlantique qui s'accorde sur l'idéologie de la suprématie blanche ».

#### Exportation de l'extrémisme européen en direction des Etats-Unis
Il arrive aussi que l'Europe continue à « irriguer » l'extrémisme américain. Ainsi selon Sylvie Laurent, il y a entre l'extrême droite française et l'extrême droite américaine «une convergence intellectuelle depuis les années 1960 dans laquelle le rôle de la Nouvelle droite avec Alain de Benoist et le GRECE a été fondamental ». Le roman raciste de Jean Raspail, Le Camp des saints (1973), où l'Europe est représentée comme « submergée par une invasion migratoire », contre laquelle les Européens doivent prendre les armes, a été brandi comme un ouvrage prophétique par l’extrême droite américaine et a rencontré un large succès aux États-Unis. Des décennies plus tard le stratège américain d'extrême droite Steve Bannon déclare encore sa prédilection pour ce livre de Jean Raspail.

### Années 2010-2020

#### Activités en ligne de l'extrême droite américaine
Les militants de l'extrême droite américaine utilisent les réseaux sociaux pour tenter d'influer sur les élections dans des divers pays européens et favoriser les candidats d'extrême droite. Ils initient les militants européens à leurs tactiques de désinformation.
Lors des élections présidentielles françaises de 2017, des militants américains, incités en ce sens par Jack Posobiec, un journaliste de la chaîne de télévision d’extrême droite One America News Network, ont diffusé en abondance sur les réseaux sociaux des messages avec le hashtag #MacronLeaks qui célébraient l’opération de pirates informatiques (peut-être russes) menée contre le candidat Emmanuel Macron - opération consistant à divulguer des documents secrets liés à la campagne politique d'Emmanuel Macron. L'enjeu pour ces militants était de favoriser la candidate adverse, Marine Le Pen, dirigeante du parti d'extrême droite le Rassemblement national. « Nous devons bombarder les réseaux sociaux français de propagande pro-Le Pen », pouvait-on lire sur le forum 4Chan. Sur les forums Reddit et Discord, également très fréquentés par les groupes d'extrême droite, des militants américains ont prévu de saturer les réseaux en France avec de faux comptes ; ils ont diffusé des mèmes devenus viraux où Macron figure dans le rôle de Marie-Antoinette, reine de France coupée du peuple et finalement guillotinée, dans l'espoir que l'extrême droite française amplifie le mouvement en partageant ces mèmes. Néanmoins E. Macron a été élu, et cette campagne en ligne n'a pas produit l'effet escompté, sans doute en raison de la barrière de la langue (les messages étant en anglais).
Lors des élections parlementaires italiennes de 2018, où l'extrême droite a rencontré un certain succès, le Daily Stormer, un site néo-nazi américain, voit dans l'action terroriste de Luca Traini (en), candidat de la Ligue italienne qui a tiré sur six immigrés africains, une publicité vivante pour l'extrême droite en Italie. Sur le forum 4Chan, des utilisateurs anonymes diffusent des mèmes devenus viraux qui célèbrent en Luca Traini  le « dieu de la guerre raciale », et le présentent comme un personnage de jeux vidéo violents. Un appel en ligne a été lancé avant les élections pour coller des affiches qui qualifient Lucas Traini d'« eroe » ou héros ; un message en anglais disait : "Si vous êtes italien, aidez-nous en imprimant cette image et en la diffusant partout où vous le pouvez".
Lors des élections législatives suédoises de 2018, des militants américains d'extrême droite ont contribué à relayer la fausse information fabriquée par l'extrême droite suédoise selon laquelle il y aurait eu « une fraude électorale généralisée » ; «FRAUDE MASSIVE !! Pourquoi les médias n'en parlent-ils pas ?» », pouvait-on lire ainsi sur le forum Reddit.
En Irlande, lors du référendum constitutionnel irlandais de 2018 sur l'accès à l'avortement en 2018, des groupes américains ont payé des messages et des vidéos politiques sur Facebook dans le but de convaincre les électeurs de voter en faveur du maintien de l'interdiction de l'avortement. La masse de messages anti-avortement envoyés de l’étranger était telle (des militants britanniques et canadiens s'étant joints à la campagne) que Facebook et Google ont décidé de prohiber à l'avenir l'achat de publicités politiques par des acteurs étrangers un mois avant un vote. Les Irlandais ont par ailleurs voté pour l'autorisation de l'avortement.

#### Rôle du stratège américain Steve Bannon
Steve Bannon connu comme un des stratège de l'extrême droite américaine, ancien conseiller de Donald Trump, a noué de nombreux contacts avec les figures majeures de l'extrême droite européenne,. D'une part il transmet les thèses fondamentales de l'alt-right américaine ; d'autre part il tente de rapprocher les différentes mouvances de l'extrême droite européenne, ce dernier projet obtenant l'adhésion de Matteo Savini en Italie, de Viktor Orban en Hongrie, mais non des Démocrates de Suède. L'objectif politique de Steve Bannon est de favoriser la conquête par l'extrême droite du tiers des sièges du Parlement européen aux élections de mai 2019, et de constituer ainsi une «minorité de blocage» eurosceptique. Un autre objectif est de mondialiser l'alt- right, de former une «Internationale alt-right».

#### Soutien financier américain
Selon un article du Nouvel Observateur de 2019, des fondamentalistes chrétiens américains versent de l'argent à l'extrême droite européenne. Il s'agit de groupes liés à l’administration Trump, à Steve Bannon et à des oligarques russes ; ils auraient donné à une douzaine d’organisations européennes d’extrême droite 30 millions de dollars entre 2012 et 2017 et plus 50 millions de dollars depuis 2008. Parmi ces groupes figure Alliance Defending Freedom (en), «classé comme un groupe haineux par le Southern Poverty Law Center, et à l'origine de plusieurs publicités anti-LGBT et anti-avortement». «Alliance Defending Freedom International s'est associé à la Manif pour tous qui entretient des liens avec le Rassemblement national», toujours selon le Nouvel Observateur. En Italie Movimento Per La Vita a également bénéficié des largesses des fondamentalistes chrétiens américains.

#### Influence de l'extrême droite française sur l'extrême droite américaine
La théorie complotiste du « grand remplacement » de l'écrivain français Renaud Camus a été relayée par l'extrême droite américaine ; elle est populaire au sein du Ku Klux Klan, parmi les néonazis, les partisans de Trump  et les membres de l’« alt-right ». Guillaume Faye, ancien membre du GRECE, auteur de La Guerre civile raciale (2019), a obtenu que son ouvrage soit préfacé par Jared Taylor, suprémaciste blanc renommé aux États-Unis et partisan de Donald Trump dès 2016. Guillaume Faye juge nécessaire « l’alliance du monde blanc » contre les non-Blancs. 

#### Discours suprémacistes et islamophobes
Certains thèmes traversent désormais les frontières avec une grande facilité, en particulier celui de la suprématie blanche et masculine. Le réseau appelé « contre-djihad », qui mobilise un discours islamophobe, est devenu un réseau mondial ; il met à profit internet pour se déployer en Europe, aux Etats-Unis, et en Asie.

## Points communs  entre extrêmes droites européenne et américaine
Les extrêmes droites des deux côtés de l'Atlantique sont unies par l'ultranationalisme, le populisme et le racisme. L’ultranationalisme implique la croyance en une identité nationale ethnique ou culturelle qu'il faudrait préserver en faisant barrage au multiculturalisme. Le populisme joue sur les peurs et les haines d'une partie de la population, les entretient pour augmenter les chances des candidats extrémistes d'être élus. Le populisme d'extrême droite est étroitement lié à la xénophobie et au racisme ; le rejet des musulmans d'une part, des juifs d'autre part, est un des socles de l’idéologie populiste de la droite radicale.
Le style des échanges sur les plateformes en ligne est souvent le même : il mobilise un humour sarcastique, le trollage, manifeste une absolue indifférence à la vérité et  se caractérise ainsi par son nihilisme épistémique.

## Différences liées aux contextes culturels
Après le déchaînement de violence pendant Seconde Guerre mondiale en Europe, de nombreux pays européens imposent des limites aux activités des groupes d’extrême droite, interdisant par exemple l'expression du racisme et la circulation de documents de propagande. Aux États-Unis, en revanche, en vertu du premier Amendement, il n'est pas impossible de limiter la liberté d’expression des partis d’extrême droite, pas même l'expression d'idées racistes.
Autre différence : l'extrême droite américaine est bien plus qu'en Europe imprégnée de références au christianisme. Les thèses de la Christian Identity (Identité chrétienne), y rencontrent un grand écho. De nombreux leaders de l'extrême droite américaine sont des pasteurs : il en a été ainsi autrefois de Gerald Winrod, Gerald L. K. Smith, le père Charles Coughlin, Herbert Armonstrong ; plus récemment les révérends Richard Butler, Norman Olson, Carl Franklin, Pete Peters correspondent également  modèle.
Enfin, l’extrême droite a recours aux Etats-Unis plus facilement qu'en Europe à la violence physique. Le deuxième Amendement de la Constitution américaine autorisant le port d’arme a pu favoriser le recours à des moyens d'action tels que les attaques contre les bâtiments gouvernementaux, les banques, les chemins de fer, ou contre les membres de minorités ethniques ou de genre. En Europe, les groupes d'extrême droite se livrent moins souvent à ce type d'agressions, et surtout, s'abstiennent de s'en prendre à l'Etat, sauf en Italie ; ils se focalisent sur les membres de minorités ethniques.